# Wiener FC 1898
Wiener FC 1898 – austriacki klub piłkarski mający siedzibę w stolicy kraju, mieście Wiedeń, działający w latach 1897–1903.

## Historia
Chronologia nazw:
- 1897: Deutsch-Österreichischen Turnverein Wien
- 1898: Wiener FC 1898
- 1903: klub rozwiązano

Sekcja piłkarska klubu Deutsch-Österreichischen Turnverein Wien została założona w miejscowości Wiedeń w 1897 roku. W 1897 roku po raz pierwszy został organizowany Challenge Cup. Zawody, które odbywały się systemem pucharowym, były otwarte dla wszystkich klubów w Imperium i były nieoficjalnie uważane za pierwsze mistrzostwa Austro-Węgier. W sezonie 1897 klub dotarł do finału Challenge Cup, jednak przegrał 0:7 z Vienna Cricket and Football-Club. Na początku 1898 roku klub prawdopodobnie wyodrębnił się z klubu macierzystego, co zostało również odzwierciedlono w nazwie klubu Wiener FC 1898. W zapisach i doniesieniach prasowych z przełomu XIX i XX wieku klub miał wiele różnych nazw: WFC, Fußballklub von 98, FC 98 Wien lub po prostu Wiener FC von 1898.
W kolejnych sezonach 1898/99 i 1899/00 dotarł do półfinału Challenge Cup. 4 stycznia 1900 roku powstał Austriacki Związek Piłki Nożnej (ÖFU) i zorganizował Puchar Tagblatt. W sezonie 1901/02 klub startował w Pucharze Tagblatt razem z klubami First Vienna FC 1894, Vienna Cricket and Football-Club, AC Viktoria Wien i Wiener AC (druga klasa grała osobno w mistrzostwach ÖFU). Przez cały sezon klub borykał się z barkiem graczy i uzyskał dopiero czwartą lokatę. W Challenge Cup przegrał z ostatecznym zwycięzcą Wiener AC w ćwierćfinale. Natomiast sezon 1901/02 rozpoczął się dobrym debiutem, ale potem ponownie zmagał się z brakiem graczy i zakończył sezon na trzeciej pozycji (nie startował w Challenge Cup z powodu zakazu grania wszystkich klubów Wiednia). W ostatnim sezonie 1902/03 klub ponownie zajął trzecie miejsce w Pucharze Tagblatt. W Challenge Cup ponownie dotarł do półfinału. Po zakończeniu sezonu 1902/03 z powodu braku sportowych perspektyw i ciągłego braku graczy klub został rozwiązany.

## Barwy klubowe, strój
|  |  |

Klub ma barwy czerwono-białe.

## Sukcesy

### Trofea międzynarodowe
Nie uczestniczył w rozgrywkach europejskich (stan na 31-05-2019).

### Trofea krajowe
| \| \| Zdobyte trofea w rozgrywkach Austrii (stan na: 31-05-2019) \| |                                                            |      |          |
| Rozgrywki                                                           | Osiągnięcie                                                | Razy | Sezon(y) |
| · Mistrzostwo                                                       | I miejsce                                                  | 0    |          |
| · Mistrzostwo                                                       | II miejsce                                                 | 0    |          |
| · Mistrzostwo                                                       | III miejsce                                                | 0    |          |
| Puchar                                                              | zdobywca                                                   | 0    |          |
| Puchar                                                              | finalista                                                  | 0    |          |
| II liga                                                             | I miejsce                                                  | 0    |          |
| II liga                                                             | II miejsce                                                 | 0    |          |
| II liga                                                             | III miejsce                                                | 0    |          |
| Austria                                                             | Zdobyte trofea w rozgrywkach Austrii (stan na: 31-05-2019) |      |          |

- Challenge Cup:
  - finalista (1x): 1897
  - półfinalista (3x): 1898/99, 1899/00, 1902/03

- Tagblatt-Pokal:
  - 3.miejsce (2x): 1901/02, 1902/03

## Poszczególne sezony

### Rozgrywki międzynarodowe

#### Europejskie puchary
Nie uczestniczył w rozgrywkach europejskich.

### Rozgrywki krajowe
| \| Austria \| Bilans występów klubu w rozgrywkach piłkarskich Austrii (Stan na 31 maja 2019 r.) \| \| |                                                                                   |        |       |   |   |   |    |    |     |           |        |        |      |
| Poziom                                                                                                | Rozgrywki                                                                         | Sezony | Mecze | Z | R | P | B+ | B– | Pkt | Lata      | Awanse | Spadki | Naj. |
| I | Tagblatt-Pokal (nieoficjalne)                                                     | 3      |       |   |   |   |    |    |     | 1900–1903 | 0      | 0      | 3    |
| | Puchar Austrii                                                                    | 0      |       |   |   |   |    |    |     |           | 0      | 0      |      |
| Austria                                                                                               | Bilans występów klubu w rozgrywkach piłkarskich Austrii (Stan na 31 maja 2019 r.) |        |       |   |   |   |    |    |     |           |        |        |      |

## Kibice i rywalizacja z innymi klubami

### Derby
- First Vienna FC 1894
- Vienna Cricket and Football-Club
- AC Viktoria Wien
- Wiener AC
- Wiener SC